# Альтанка вітрів
Альта́нка вітрі́в (крим. Yellerniñ besedkası) — пам'ятка Південного узбережжя Криму, належить до епохи 50-х років ХХ століття.

## Історія
Встановлена на стрімкому краю Гурзуфської яйли (1423 метри над рівнем моря) у 1956 році.
Є легенда, що побудували альтанку спеціально до приїзду в Гурзуф генсека Микити Хрущова — робилося це настільки поспішно, що роботи зайняли всього кілька днів. Невідомо, чи планував генсек оглядати Ялтинський заповідник, але його директор подбав про сюрприз на випадок відвідування заказника важливою особою. Але в Гурзуф Микита Сергійович так і не приїхав, зате Альтанка вітрів в Криму стала однією з головних визначних пам'яток ПБК і місцем, куди щорічно приїжджають тисячі туристів.
У 1998 року альтанка була відреставрована, над входом до неї можна прочитати її нову назву — «Зорепад спогадів».
На захід від «альтанки вітрів» на честь 10-річчя незалежності України встановлено великий дерев'яний хрест заввишки близько 6 метрів.

## Опис
Є кам'яною колонадою під куполом. Діаметр колонади приблизно 4 метри, висота альтанки 6 метрів. На підлозі «Альтанки Вітрів» викладено мозаїку, яка зображує троянду вітрів. Тут часто дмуть сильні вітри (до 40 м/с).
Альтанка Вітрів розташована в Гурзуфській долині на краю скелястого урвища. Вершина, на якій вона розташована, називається Шаган-Кая (крим. Şaqan Qaya — «соколина скеля»). Альтанка була збудована у 1956 році. Альтанка знаходиться біля заповідника. Пофарбована в білий колір, Альтанку вітрів у ясну погоду видно з Гурзуфа.
З самої «Альтанки Вітрів» відкривається дивовижний за красою краєвид на Аю-Даг, Гурзуф, Партеніт, південний схил гір, а також на Чорне море. У ясну погоду море звідси видно приблизно на 150 кілометрів.
Трохи східніше альтанки розташована вкрита лісом гора Кобоплу (993 м). Далі на схід — по лінії Орман-Кош — гора Аюв-Даг височить також вкрита лісом гора Караул-Кая (1.268 м, в перекладі з кримськотатарської — «сторожова гора»), що спускається відрогом до Аю-Дагу. До «Альтанки вітрів» можна дістатися від перевалу Гурзуфське сідло, розташованого в півтора кілометрах на схід від неї. З Гурзуфа до альтанки можна потрапити і більш коротким шляхом через селище Партизанське. Проте тут потрібна допомога досвідчених провідників. Разом з тим, в альтанці варто побувати, щоб насолодитися виглядом, що відкривається звідти.